# Lagynogaster stigmatica
Lagynogaster stigmatica là một loài ruồi trong họ Asilidae. Lagynogaster stigmatica được Hermann miêu tả năm 1917. Loài này phân bố ở miền Ấn Độ - Mã Lai.